# 刘家河镇
刘家河镇，是中华人民共和国辽宁省丹东市凤城市下辖的一个乡镇级行政单位。

## 名称由来
镇名得名于流经境内的刘家河。据《凤城县志·地理志》记载，发源于本溪满族自治县境内山区的金刘单家河流至镇区北土门子“一名金家河，又南流名刘家河”。1919年7月北路五区驻草河口设刘家河村，始用刘家河作行政区划名称。

## 政区沿革
1919年7月北路五区（驻草河口）设刘家河村，始用刘家河作行政区划名称。
1937年设刘家河村（乡镇级建制），辖5个屯，归通远堡区管辖。1938年改设刘家河屯，由通远堡区管辖。
1946年1月中共设青城县刘家河村。1946年10月中共实行战略转移，国民革命军占领凤城、青城等县，撤销青城县，设通远堡镇，刘家河改村为保。
1947年6月国民革命军退出凤城，中共恢复区村建制，刘家河村属通远堡区管辖。
1956年2月凤城县实行区乡制，设刘家河乡，隶属通远堡区管辖，辖刘家河、徐家台、小塔子3个村。
1958年3月凤城县实行县乡制，撤销通远堡区，设刘家河乡，驻刘家河村，辖刘家河、秋木庄、北汤3个小乡。
1958年9月设灯塔人民公社，驻刘家河村，辖12个大队。1959年10月灯塔人民公社改名为刘家河人民公社，辖刘家河、西沟、瓦房屯、蛟羊峪、火茸沟、卫国、秋木庄、八道河、北汤、黑门、文化、松树、双泉、杨家、尖山子、徐家台16个大队。
1983年9月撤销刘家河人民公社，设刘家河乡。1984年5月改设刘家河满族乡。1985年5月凤城满族自治县成立，乡名不冠满族，称刘家河乡。
1992年6月1日撤乡设镇，撤刘家河乡设刘家河镇，镇名沿用至今。
2003年10月撤西沟村与秋木庄村合并设秋木庄村，撤瓦房屯村与刘家河村合并设刘家河村，撤双泉村与杨家村合并设杨家村，撤北汤村与八道河村合并设八道河村。辖刘家河、蛟羊峪、火茸沟、卫国、秋木庄、八道河、松树、文化、黑门、徐家台、杨家、尖山子12个村，148个村民组。

## 自然地理
刘家河镇地势西高东低，东西最大距离36公里，南北最大距离18公里，全镇总面积355.8平方公里，东与大兴镇、大堡蒙古族乡接界，西与四门子镇相连，南与鸡冠山镇相接，北与通远堡镇、弟兄山镇毗邻，属山区。
境内山脉主要为长白山余脉，林地面积37.9万亩，森林覆盖率72%，乔木种类达20多种。镇辖区内最高点火茸沟村姜家沟山海拔755.3米，最低点八道河村下砬隈海拔91.4米。
刘家河镇年平均气温6.5摄氏度，无霜期120～146天，年平均降水量952.3毫米。年平均日照时数2554小时，适宜各种农作物生长，主要经济作物包括玉米、烟草等。
全镇水资源丰富，水质优良，可以满足生活、生产和工业用水。境内有较大河流有八道河、草河、金家河等，境内流长86.65公里，流域面积355.8平方公里。
刘家河镇矿产资源得天独厚，现已发现矿种有硼铁、水镁、菱镁、白云石、钠长石、大理石、铅锌、温泉等十多种矿种。

## 人口面积
全镇户籍人口24240人，其中非农业人口2173人，总户数1262户；农业人口22067人，总户数6435户，劳动力数为12300人。民族有满、汉等民族，其中满族居多，占总人口的90％以上。

## 行政区划
刘家河镇下辖以下地区：
刘家河村、火茸沟村、蛟羊峪村、秋木庄村、徐家台村、杨家村、尖山子村、卫国村、八道河村、松树村、黑门村和文化村。